# Крутояр (Красноярский край)
Крутоя́р — село в Ужурском районе Красноярского края России. Административный центр Крутоярского сельсовета.

## География
Село находится на берегу реки Сереж, на расстоянии 37 км к северу от города Ужур, административного центра района.

## Население
| 2010 |
| ---- |
| 1547 |

## Улицы
| - ул. Береговая, - ул. Главная, - ул. Железнодорожная, - ул. Заречная, - ул. Маслозаводская, - ул. Молодёжная, | - ул. МТС, - ул. Набережная, - ул. Новая, - ул. Октябрьская, - ул. Первомайская, - ул. Почтовая, | - ул. Привокзальная, - ул. Спортивная, - ул. Степная, - ул. Школьная, - ул. Элеваторная. |

## Транспорт
В селе находится железнодорожная станция «Крутояр».